# Pterophorus
Genre
Pterophorus est un genre d'insectes de l'ordre des lépidoptères (papillons), de la famille des Pterophoridae.

## Synonymie
- Pterophorus Geoffroy, 1762
- Plumiger Valmont-Bomare, 1791
- Pterophora Hübner, 1806
- Aciptilia Hübner, 1825
- Aciptilus Zeller, 1841
- Ptorophorus Zeller, 1841
- Acoptilia Agassiz, 1847
- Acoptilus Agassiz, 1847
- Acyptilus de Graaf, 1859
- Alucita Linnaeus, 1758

## Liste des espèces rencontrées en Europe
- Pterophorus ischnodactyla (Treitschke 1835)
- Pterophorus pentadactyla (Linnaeus 1758) (espèce type)
- Pterophorus volgensis (Möschler 1862)